# 吉永まり
吉永 まり（よしなが まり、1985年5月9日 - ）は、日本の女優、歌手、タレントである。愛称は「まりっぺ」、「まりりん」。
千葉県出身。事務所ウィズプロモーション所属。身長150cm、体重37kg、スリーサイズはB85cm W54cm H80cm。

## 人物・略歴
- 幼稚園の『オズの魔法使い』にて主役ドロシーを演じてから女優に憧れを持つ。小学校が体育会系であった。大学で芸術学を学び、美術科教員免許を取得。好きな画家は、クロード・モネ。有名人ではなく『芸能人』（芸事ができる能力のある人）を目指す。
- 大原麗子に似ているとよく言われる。夢は世界一周旅行。
- 趣味はカフェ巡り、映画鑑賞、ダンス。特技はアクション、テニス、水泳、器械体操、彫塑、デッサン、ピアノ、書道。資格は中・高等学校美術科教員免許、カラーコーディネーター2級取得、英検準2級、普通自動車運転免許。
- BSフジワッチミー！TVイメージキャラクター「ワッチミーナ2015」ファイナリスト　演技バトルでは優勝した。
- 2017年7月現在、目立った芸能活動は行っておらず、実質の引退状態である。本人のブログや所属事務所のホームページが削除されており、現在の芸能活動を確認することはできない。

## 出演

### CM
- イメージPRモデル『リアルタイム画像マッチングシステム』（2012年3月）
- 興和『パワードコーヒー』インフォマ（2014年4月）
- 小樽洋菓子舗ルタオ『プレミアまあある』ナレーション（2014年8月）

### TV
- サンTV『港古志郎警視セカンドシーズン』- 松田洋子 役（2012年3月、監督・主演：愛川欽也）
- 日本テレビ『有吉ゼミ』VTRドラマ　W主演　(2014年)
- フジテレビ『医龍4』第2,3,5,6,9,11話 看護師役　(2014年1月)
- BSフジ『ワッチミー！TV×TV』(2014年4月 - ) レギュラー
- テレビ東京『みんな!エスパーだよ!番外編 〜エスパー、都へ行く〜』（2015年4月3日）

### 舞台
- 劇団空感エンジン『sakura』(2011年3月)
- 月蝕歌劇団『団鬼六追悼公演』4役(2011年8月、演出：高取英)
- 劇団キンキン塾『昭和の紅い灯』(2011年10月、作・演出：愛川欽也、埼玉会館大ホール)
- 劇団空感エンジン『飯田家の最期』ヒロイン(2011年12月、作・演出：藤森一郎)
- 劇団空感エンジン本公演『ロンリー』(2012年2月、作・演出：多田明日香、シアターグリーンBIG TREE THEATER)　- W主演リサ 役
- 『旅立ち〜足寄より〜』- 横井麻奈美 役(2012年7月、原作：松山千春、演出：稲垣雅之、赤坂・草月ホール)
- 『旅立ち〜足寄より〜』全国公演 - 神山順子（STVラジオAD）役　(2013年2月 - 4月、名古屋・大阪・札幌など全国7都市・全19公演、東京グローブ座)
- 劇団マツモトカズミ『読モの掟！』- 紅子役(2014,5月、新宿村LIVE)

### ラジオ
- FM西東京『ウィークエンドボイス』ゲスト出演（2012年7月）

### WEB
- Ustreamドラマ『クラフトガールズ』（2012年6月 - ）第7話よりレギュラー出演
- 情報番組『BLOW UP　-Shooting -』（2013年6月 - ）レギュラー

### 携帯サイト
- Androidアプリ　ドラマ『十年愛』(2011年12月5日、G.COM LTD. 原作：倉科遼 - 演出・主演
- Androidアプリ　プライベート写真集『ひみつ』(2012年3月、G.COM LTD.)

### 音楽
- ライブ出演『VENUS LIVE vol.12』（2012年3月） - アーティストネームはMARI。作詞も手がける。=

### モデル
- 雑誌『Tokyo Walker』2014年